# رافینیا
رافینیا (به اسپانیایی: Raphinha) با نام کامل رافائل دیاس بلولی (زادهٔ ۱۴ دسامبر ۱۹۹۶ در پورتو آلگری، برزیل) یک فوتبالیست حرفه‌ای برزیلی است که در پست وینگر  بازی می‌کند. او هم‌اکنون عضو باشگاه بارسلونا در لالیگای اسپانیا و تیم ملی فوتبال برزیل است. رافینیا به‌خاطر سرعت، تکنیک بالا، دریبل‌زنی و توانایی خلق موقعیت گل مشهور است. او دوران حرفه‌ای خود را در باشگاه آوای برزیل آغاز کرد و سپس به پرتغال رفت و برای ویتوریا گیمارش و اسپورتینگ لیسبون بازی کرد. پس از آن به رن فرانسه پیوست و با درخشش در لیگ ۱، راهی لیدز یونایتد در لیگ برتر انگلیس شد. در سال ۲۰۲۲، با قراردادی بلندمدت به بارسلونا پیوست.او اکنون یکی از بهترین بازیکنان جهان محسوب می شود.

او که هرگز در سطح جوانان بازی نکرد، اولین بازی ملی بزرگسالان خود را در سال ۲۰۲۱ انجام داد و در جام جهانی ۲۰۲۲ و کوپا آمریکا ۲۰۲۴ همراه برزیل بود.

## اوایل زندگی
رافینیا در پورتو آلگره، برزیل به دنیا آمد و در محلهٔ فقیرنشین رستینگا که دور از مرکز شهر قرار دارد، بزرگ شد. پدرش اصالتی ایتالیایی دارد و مادرش دورگه برزیلی است. پدر رافینیا یک نوازندهٔ دوره‌گرد بود. او دوران کودکی سختی را پشت سر گذاشت؛ در توصیف خودش، با والدین، برادر کوچکتر و حیوانات خانگی‌شان در یک اتاق می‌خوابیدند، برای رفت‌وآمد به تمرینات پول نداشتند و گاهی مجبور به گدایی غذا می‌شدند.
در هفت‌سالگی به‌دلیل رابطهٔ پدر و عمویش با رونالدینیو، در جشن تولد او شرکت کرد و از آن زمان با هم دوست شدند.
پیش از شروع فوتبال حرفه‌ای، رافینیا تا ۱۸ سالگی در مسابقات محلی وارزیا شرکت می‌کرد، که خودش از آن به‌عنوان «شبکه‌ای از بازی‌ها و تورنمنت‌های مستقل که توسط مردم محل برگزار می‌شد» یاد می‌کند؛ جایی که هر بازیکن مشتاقی می‌توانست در آن‌ها شرکت کند. این مسابقات در شرایط دشواری برگزار می‌شدند: هواداران محلی بازیکنان تیم مهمان را قبل از مسابقه در اطراف رختکن تهدید می‌کردند، تیراندازی می‌شد، زمین‌ها خاکی و پر از گرد و غبار بود، در گرمای شدید بازی می‌کردند، به‌جای تور از تیر استفاده می‌شد و برخی تیم‌ها به‌دلیل نداشتن لباس تمرینی بدون پیراهن بازی می‌کردند.
رافینیا دوستی دیرینه‌ای با برونو فرناندز دارد که این رابطه از پیش از هم‌تیمی شدنشان در اسپورتینگ لیسبون آغاز شده است. به گفتهٔ خودش، فرناندز نقش بزرگی در پیشرفت فوتبالی‌اش داشته است. پیش از پیوستن به لیدز یونایتد در لیگ برتر انگلستان، فرناندز به او گفته بود که سبک بازی‌اش با این لیگ هماهنگ است.

## باشگاهی

### آوای
رافینیا پس از عدم موفقیت در آزمون‌های ورودی باشگاه‌های اینترناسیونال و گرمیو، به تیم جوانان آوای پیوست. در سال ۲۰۱۴، او به تیم زیر ۲۰ سال آوای در سری آ برزیل ملحق شد. با وجود مصدومیت و عدم حضور در ترکیب اصلی، به تمرینات ادامه داد و تا سال ۲۰۱۶ در این باشگاه باقی ماند.

### ویتوریا د گیمارش
در ۲ فوریه ۲۰۱۶، رافینیا به باشگاه پرتغالی ویتوریا د گیمارش پیوست. او اولین بازی خود را در ۱۳ مارس ۲۰۱۶ مقابل پاکوش د فریرا انجام داد و اولین گلش را در ۲۰ اوت ۲۰۱۶ برابر ماریتمو به ثمر رساند. در فصل ۲۰۱۷–۱۸، رافینیا ۱۸ گل در ۴۳ بازی به ثمر رساند.

### اسپورتینگ لیسبون
در مه ۲۰۱۸، رافینیا به اسپورتینگ لیسبون پیوست. او اولین بازی خود را در ۱۲ اوت مقابل موریرنسه انجام داد و اولین گلش را در ۲۰ سپتامبر ۲۰۱۸ در پیروزی ۲–۰ برابر قره‌باغ در لیگ اروپا به ثمر رساند.

### استاد رن
در سپتامبر ۲۰۱۹، رافینیا با مبلغی حدود ۲۱ میلیون یورو به رن فرانسه پیوست. در فصل ۲۰۱۹–۲۰، او ۸ گل و ۷ پاس گل به ثبت رساند.

### لیدز یونایتد
در ۶ اکتبر ۲۰۲۰، رافینیا به لیدز یونایتد در لیگ برتر انگلیس پیوست. او اولین گل خود را در ۲۸ نوامبر ۲۰۲۰ مقابل اورتون به ثمر رساند.
تصویر مربوطه

### بارسلونا
در ۱۵ ژوئیه ۲۰۲۲، رافینیا با قراردادی پنج‌ساله به بارسلونا پیوست. او در فصل ۲۰۲۲–۲۳ به فتح لالیگا و سوپرجام اسپانیا کمک کرد.
تصویر مربوطه
تا تاریخ ۱ مه ۲۰۲۵
| عملکرد باشگاهی    | عملکرد باشگاهی  | عملکرد باشگاهی | لیگ  | لیگ | جام  | جام | قاره‌ای | قاره‌ای | سایر | سایر | مجموع | مجموع |
| باشگاه            | لیگ             | فصل            | بازی | گل  | بازی | گل  | بازی   | گل     | بازی | گل   | بازی  | گل    |
| ----------------- | --------------- | -------------- | ---- | --- | ---- | --- | ------ | ------ | ---- | ---- | ----- | ----- |
| ویتوریا گیمارش بی | لیگا پرتغال ۲   | ۲۰۱۵-۱۶        | ۱۶   | ۵   | –    | –   | –      | –      | –    | –    | ۱۶    | ۵     |
| ویتوریا گیمارش    | لیگ برتر پرتغال | ۲۰۱۵-۱۶        | ۱    | ۰   | –    | –   | –      | –      | –    | –    | ۱     | ۰     |
| ویتوریا گیمارش    | لیگ برتر پرتغال | ۲۰۱۶-۱۷        | ۳۲   | ۴   | ۷    | ۰   | ۲      | ۰      | –    | –    | ۴۱    | ۴     |
| ویتوریا گیمارش    | لیگ برتر پرتغال | ۲۰۱۷-۱۸        | ۳۲   | ۱۵  | ۳    | ۱   | ۶      | ۰      | ۱    | ۱    | ۴۳    | ۱۸    |
| اسپورتینگ لیسبون  | لیگ برتر پرتغال | ۲۰۱۸-۱۹        | ۲۴   | ۴   | ۴    | ۲   | ۴      | ۱      | ۴    | ۰    | ۳۶    | ۷     |
| اسپورتینگ لیسبون  | لیگ برتر پرتغال | ۲۰۱۹-۲۰        | ۴    | ۲   | –    | –   | –      | –      | ۱    | ۰    | ۵     | ۲     |
| رن                | لیگ ۱           | ۲۰۱۹-۲۰        | ۲۲   | ۵   | ۱    | ۰   | ۳      | ۲      | ۴    | ۰    | ۳۰    | ۷     |
| رن                | لیگ ۱           | ۲۰۲۰-۲۱        | ۶    | ۱   | –    | –   | –      | –      | –    | –    | ۶     | ۱     |
| لیدز یونایتد      | پریمیر لیگ      | ۲۰۲۰-۲۱        | ۳۰   | ۶   | ۰    | ۰   | ۱      | ۰      | –    | –    | ۳۱    | ۶     |
| لیدز یونایتد      | پریمیر لیگ      | ۲۰۲۱-۲۲        | ۳۵   | ۱۱  | ۰    | ۰   | ۱      | ۰      | –    | –    | ۳۶    | ۱۱    |

## ملی
پیش از یورو ۲۰۲۰, فدراسیون فوتبال ایتالیا تلاش کرد تا رافینیا را برای تیم ملی ایتالیا دعوت کند، چرا که او از نظر ملیت به دلیل میراث پدرش واجد شرایط بود. رافینیا گفته است که نزدیک بود برای ایتالیا بازی کند، اما به دلیل عدم دریافت پاسپورت ایتالیا به موقع، نتواست در این تورنمنت برای این تیم بازی کند.
در آگوست ۲۰۲۱، رافینیا برای بازی در مسابقات دوره‌ی مقدماتی جام جهانی برای تیم ملی برزیل دعوت شد تا در برابر تیم‌های شیلی، آرژانتین و پرو بازی کند. در ۷ اکتبر ۲۰۲۱، رافینیا اولین بازی رسمی خود را برای تیم ملی انجام داد و در پیروزی ۳–۱ در برابر ونزوئلا به عنوان تعویضی در نیمه دوم به میدان آمد. او در ۴۵ دقیقه بازی خود دو پاس گل داد و یک پنالتی گرفت، و مورد تحسین کارشناسان و طرفداران قرار گرفت. در ۱۵ اکتبر ۲۰۲۱، او اولین گل‌های بین‌المللی خود را در یک مسابقه مقدماتی در برابر اروگوئه به ثمر رساند.
در ۷ نوامبر ۲۰۲۲، رافینیا به عنوان عضو تیم ملی برزیل برای جام جهانی ۲۰۲۲ توسط مربی تیت معرفی شد. برزیل به مرحله یک‌چهارم نهایی این تورنمنت رسید و در ۹ دسامبر، پس از تساوی ۱–۱ و شکست در ضربات پنالتی ۴–۲ در برابر کرواسی حذف شد.
در ۱۰ مه ۲۰۲۴، رافینیا برای حضور در کاپ آمریکا ۲۰۲۴ توسط تیم ملی برزیل دعوت شد. او تنها گل خود را در این مسابقات در برابر کلمبیا در سومین بازی گروهی تیمش به ثمر رساند، در حالی که نتیجه ۱–۱ شد. برزیل پس از تساوی بدون گل در برابر اوروگوئه در مرحله یک‌چهارم نهایی، در ضربات پنالتی با نتیجه ۴–۲ حذف شد.
بازی‌های ملی
تا تاریخ ۱ مه ۲۰۲۵
| برزیل | برزیل | برزیل |
| سال   | بازی  | گل    |
| ----- | ----- | ----- |
| ۲۰۲۱  | ۵     | ۲     |
| ۲۰۲۲  | ۱۱    | ۳     |
| ۲۰۲۳  | ۴     | ۱     |
| ۲۰۲۴  | ۱۱    | ۴     |
| ۲۰۲۵  | ۲     | ۱     |
| مجموع | ۳۳    | ۱۱    |

### گل‌های ملی
تا تاریخ ۱ مه ۲۰۲۵
| شماره | تاریخ           | میزبان        | بازی ملی | حریف     | نتیجه | رقابت                  |
| ----- | --------------- | ------------- | -------- | -------- | ----- | ---------------------- |
| ۱     | ۱۴ اکتبر ۲۰۲۱   | مانائوس       | ۳        | اروگوئه  | ۴–۱   | مقدماتی جام جهانی ۲۰۲۲ |
| ۲     | ۱۴ اکتبر ۲۰۲۱   | مانائوس       | ۳        | اروگوئه  | ۴–۱   | مقدماتی جام جهانی ۲۰۲۲ |
| ۳     | ۱ فوریه ۲۰۲۲    | بلو هوریزونته | ۷        | پاراگوئه | ۴–۰   | مقدماتی جام جهانی ۲۰۲۲ |
| ۴     | ۲۷ سپتامبر ۲۰۲۲ | پاریس         | ۱۱       | تونس     | ۵–۱   | دوستانه                |
| ۵     | ۲۷ سپتامبر ۲۰۲۲ | پاریس         | ۱۱       | تونس     | ۵–۱   | دوستانه                |
| ۶     | ۸ سپتامبر ۲۰۲۳  | بلم           | ۱۷       | بولیوی   | ۵–۱   | مقدماتی جام جهانی ۲۰۲۶ |
| ۷     | ۲ جولای ۲۰۲۴    | سانتاکلارا    | ۲۶       | کلمبیا   | ۱–۱   | مقدماتی جام جهانی ۲۰۲۶ |
| ۸     | ۱۵ اکتبر ۲۰۲۴   | برزیلیا       | ۲۹       | پرو      | ۴-۰   | مقدماتی جام جهانی ۲۰۲۶ |
| ۹     | ۱۵ اکتبر ۲۰۲۴   | برزیلیا       | ۲۹       | پرو      | ۴-۰   | مقدماتی جام جهانی ۲۰۲۶ |